# Esbo centralbrandstation
Esbo centralbrandstation (station 10) är Västra Nylands räddningsverks äldsta brandstation. Den ligger i stadsdelen Smedsby, nära gränsen till Grankulla. Stationen genomgick en grundlig renovering under åren 2015–2016. De räddnings- och akutvårdsenheter som är i beredskap vid centralbrandstationen, verkstaden, utrustningsförrådet, jourhavande brandinspektören, administrationen och ledningscentralen flyttade tillbaka till den renoverade centralbrandstationen i december 2016.

## Renovering
Vid färdigställandet år 1968 var byggnaden Finlands mest moderna brandstation. Vid renoveringen bevarades byggnadens karaktär samt rytmen i fönsterbanden och fasadens ytor i den raka fasaden. Syftet har varit att bevara andan från den ursprungliga planeringsperioden.
Utöver renoveringen kompletterades brandstationen med en tillbyggnad i östra änden och en ny verkstadshall i västra änden. Byggnadens energieffektivitet förbättrades genom uppgraderad husautomation och genom att uppdatera isoleringsnivån i ytterhöljet för att uppfylla nya bestämmelser. Byggnaden är också ett pilotprojekt för LED-belysning.